# 暢遊歐洲

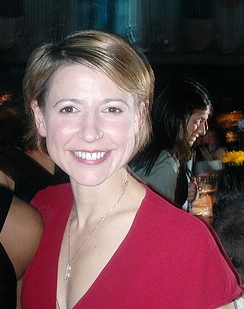
主持人莎曼珊·布朗

《吃喝玩樂在歐洲》是一個美國旅遊頻道製作的旅遊性電視節目，曾獲艾美獎「最佳生活導演獎」，主持人莎曼珊·布朗在節目中帶領觀眾遊覽歐洲各大城市和小鎮，主持風格相當詼諧有趣。

本节目也在明珠台有播。

每一集，布朗會介紹若干城市，與當地居民互動，拜訪當地地標（如熱門餐廳或購物景點），並探索當地歷史由來，是個相當知性的節目。

## 拜訪城市
| - 法國 - 普羅旺斯地區艾克斯 - 布列塔尼 - 坎城 - 里昂 - 馬賽 - 諾曼第 - 巴黎 - 義大利 - 艾瑪菲海岸（Amalfi Coast） - 波隆那 - 佛羅倫斯 - 那不勒斯 - 羅馬 - 杜林 - 托斯卡尼 - 威尼斯 - 荷蘭 - 阿姆斯特丹 - 希腊 - 雅典 - 米科諾斯島 - 聖托里尼 | - 西班牙 - 巴塞隆納 - 馬德里 - 馬略卡 - 塞維利亞 - 英国 - 巴斯 - 康沃爾郡 - 倫敦 - 牛津 - 蘇格蘭愛丁堡 - 蘇格蘭格拉斯哥 - 蘇格蘭北方高地 - Penzance - 埃文河畔斯特拉特福 - 德国 - 巴伐利亞 - 柏林 - 慕尼黑 - 比利时 - 布魯塞爾 - 丹麦 - 哥本哈根 | - 爱尔兰 - 科克郡 - 都柏林 - 芬兰 - 赫爾辛基 - 奥地利 - 因斯布魯克 - 薩爾茨堡 - 維也納 - 瑞士 - 煙特勒根 - 聖莫里茲（St. Moritz） - 蘇黎世 - 葡萄牙 - 里斯本 - 摩納哥 - 蒙地卡羅 - 捷克 - 布拉格 - 冰島 - 雷克雅維克 - 瑞典 - 斯德哥爾摩 |

## 外部連結
- 互联网电影数据库（IMDb）上《暢遊歐洲》的资料（英文）
- 《暢遊歐洲》官方網站